# Стефан Паштровић
Стефан Паштровић је био јеромонах у манастиру Градиште у Буљарици, штампар и баштиник вјере. У прољеће 1597. године је у штампарији Рампацетија у Венецији штампао Зборник за путнике или Молитвеник Стефана Паштровића. Исте године је штампао и благословио први српски Буквар у два издања која је сачинио инок Сава, родом из Паштровића, монах у манастиру Дечани.